# Boogie Woogie
Boogie Woogie er en virksomhedsfilm fra 1961 instrueret af Bent Barfod efter eget manuskript af Bent Barfod.

## Handling
Tegnefilm om natur, sø og mennesket. Animationsreklame for motorer, der sejrer over havguden.